# P. Craig Russell

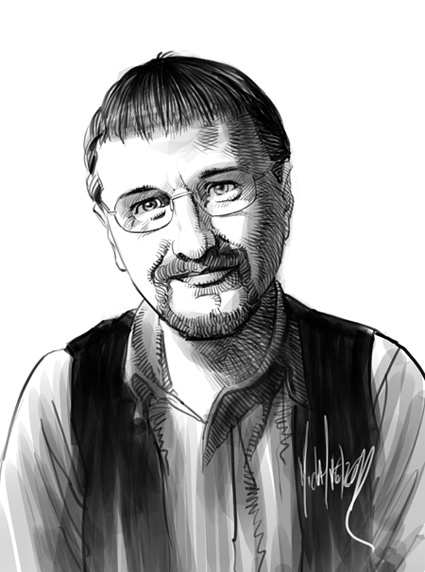
P Craig Russell Porträt (2005)

Philip Craig Russell (* 30. Oktober 1951 in Wellsville, Ohio) ist ein US-amerikanischer Comic-Autor, -Künstler und Illustrator. Für sein Œuvre gewann er diverse Preise.

## Werke
Während seiner Karriere nummerierte Russell sein gesamtes Œuvre chronologisch in folgender Reihenfolge:
1. The Chimera (1973)
2. Doctor Strange Annual #1 (1976)
3. Killraven (1974–1976)
4. Dance on a Razor's Edge (1977)
5. Parsifal (1976–77)
6. The Avatar and the Chimera (1978)
7. Siegfried and the Dragon (1978)
8. La Somnanbula (1979)
9. Breakdown on the Starship Remembrance (1979)
10. Elric: The Dreaming City (1979–80)
11. Isolation and Illusion (1981)
12. Elric: While the Gods Laugh (1981)
13. Killraven: Last Dreams Broken (1982)
14. King of the Castle (1982–83)
15. Elric: Elric of Melniboné (1982–84)
16. The Drinking Song of Earth's Sorrow (1984)
17. The Insomniac (1971–84)
18. Unto this World (1984)
19. Jungle Book: The King's Ankus (1984–85)
20. Ein Heldentraum (1985)
21. Pelléas & Mélisande (1985)
22. Elric: The Dreaming City (2nd version, 1986)
23. Salomé (1986)
24. Robin 3000 (1986–92)
25. Jungle Book: Red Dog (1987)
26. Ariane and Bluebeard (1988)
27. Human Remains (1989)
28. The Magic Flute (1989–90)
29. From Beyond (1994)
30. The Golden Apples of the Sun (1992)
31. The Gift of the Magi (1990)
32. A Voyage to the Moon (1991)
33. Fairy Tales of Oscar Wilde: The Selfish Giant (1992)
34. Fairy Tales of Oscar Wilde: The Star Child (1992)
35. Batman: Hothouse (1992)
36. The Sandman: Ramadan (1992)
37. Fairy Tales of Oscar Wilde: The Young King (1993)
38. Fairy Tales of Oscar Wilde: The Remarkable Rocket (1993)
39. X: Devils (1994)
40. Jungle Book: Spring Running (1996)
41. Elric: Stormbringer (1993–95)
42. Elric: One Life, Furnished in Early Moorcock (1996)
43. Dr. Strange: What is it that disturbs you, Stephen? (1996)
44. Fairy Tales of Oscar Wilde: The Birthday of the Infanta (1997)
45. The Clowns (1997)
46. Star Wars: Episode 1 - Queen Amidala (1999)
47. The Ring of the Nibelung (2000–2001)
48. Buffy the Vampire Slayer: Tales of the Slayers – Presumption (2002)
49. Fairy Tales of Oscar Wilde: The Devoted Friend (2004)
50. In Flanders Field (2002)
51. Murder Mysteries (2002)
52. Between Two Worlds (2002)
53. The Sandman: Death and Venice (2003)
54. Fairy Tales of Oscar Wilde: Nightingale and the Rose (2004)
55. Gone (2003)
56. Fables: The Last Castle (2003)
57. Hellboy: Weird Tales: Command Performance (2003)
58. The Godfather's Code (2004)
59. Lucifer #50 (2004)
60. Daredevil, vol. 2, #65 (2004)
61. Conan: The Jewels of Gwahlur (2005)
62. Coraline (2008)
63. Hellboy: The Vampire of Prague (2007)
64. Sandman: The Dream Hunters (2008)
65. The Spirit: Art Walk (2011)
66. Fairy Tales of Oscar Wilde: The Happy Prince (2012)
67. Fables: A Delicate Balance (2012)
68. The Graveyard Book (2013)
69. From Arnold Schoenberg’s Pierrot Lunaire: Beheading (2013)
70. Little Nemo in Final Slumberland (2013)

## Preise und Auszeichnungen
- 1985: Best Finite Series Kirby Award for Night Music (nominiert)
- 1986: Best Finite Series Kirby Award for Night Music #4–5, "Pelleas and Melisande" (Nominated)*1986: Best Artist Kirby Award for Night Music #4–5, "Pelleas and Melisande" (nominiert)
- 1987: Best Single Issue Kirby Award for Night Music #6, "Salome" (nominiert)
- 1993: Best Penciller/Inker, Color Publication Eisner Award for Fairy Tales of Oscar Wilde; Robin 3000; Legends of the Dark Knight: Hothouse
- 1993: Inkpot Award
- 1994: Best Penciller/Inker or Penciller/Inker Team Eisner Award for The Sandman #50
- 1995: Best Graphic Album-New Eisner Award for Fairy Tales of Oscar Wilde Vol. 2
- 1998: Best Penciller/Inker or Penciller/Inker Team Eisner Award for Elric: Stormbringer; Dr. Strange: What Is It That Disturbs You, Stephen?
- 1999: Best Single Issue Eisner Award for The Clowns (nominiert)
- 2001: Best Penciller/Inker or Penciller/Inker Team Eisner Award for Ring of the Nibelung
- 2001: Best Finite Series/Limited Series Eisner Award for Ring of the Nibelung
- 2004: Best Short Story Eisner Award for "Death and Venice" in The Sandman: Endless Nights
- 2009: Best Publication for Teens/Tweens Eisner Award for Coraline:The Graphic Novel